# Fargau-Pratjau
Fargau-Pratjau ist eine Gemeinde im Kreis Plön in Schleswig-Holstein. Das ehemalige Herrenhaus Salzau, das als Landeskulturzentrum diente und durch das Schleswig-Holstein Musik Festival bekannt ist, liegt in der Gemeinde.

## Geographie
Die Gemeinde Fargau-Pratjau besteht aus elf Orten Ernsthausen, Fargau, Friedrichsfelde, Hütten, Münstertal, Legbank, Louisenthal, Salzau, Neu-Sophienhof, Pratjau und Sophienhof. Zur Fläche der Gemeinde gehört das Nordwest-Ufer des Selenter Sees, wobei Fargau als einziger Ort direkt am Ufer liegt. Die Salzau als einer der beiden Abflüsse des Sees fließt durch das Gemeindegebiet.

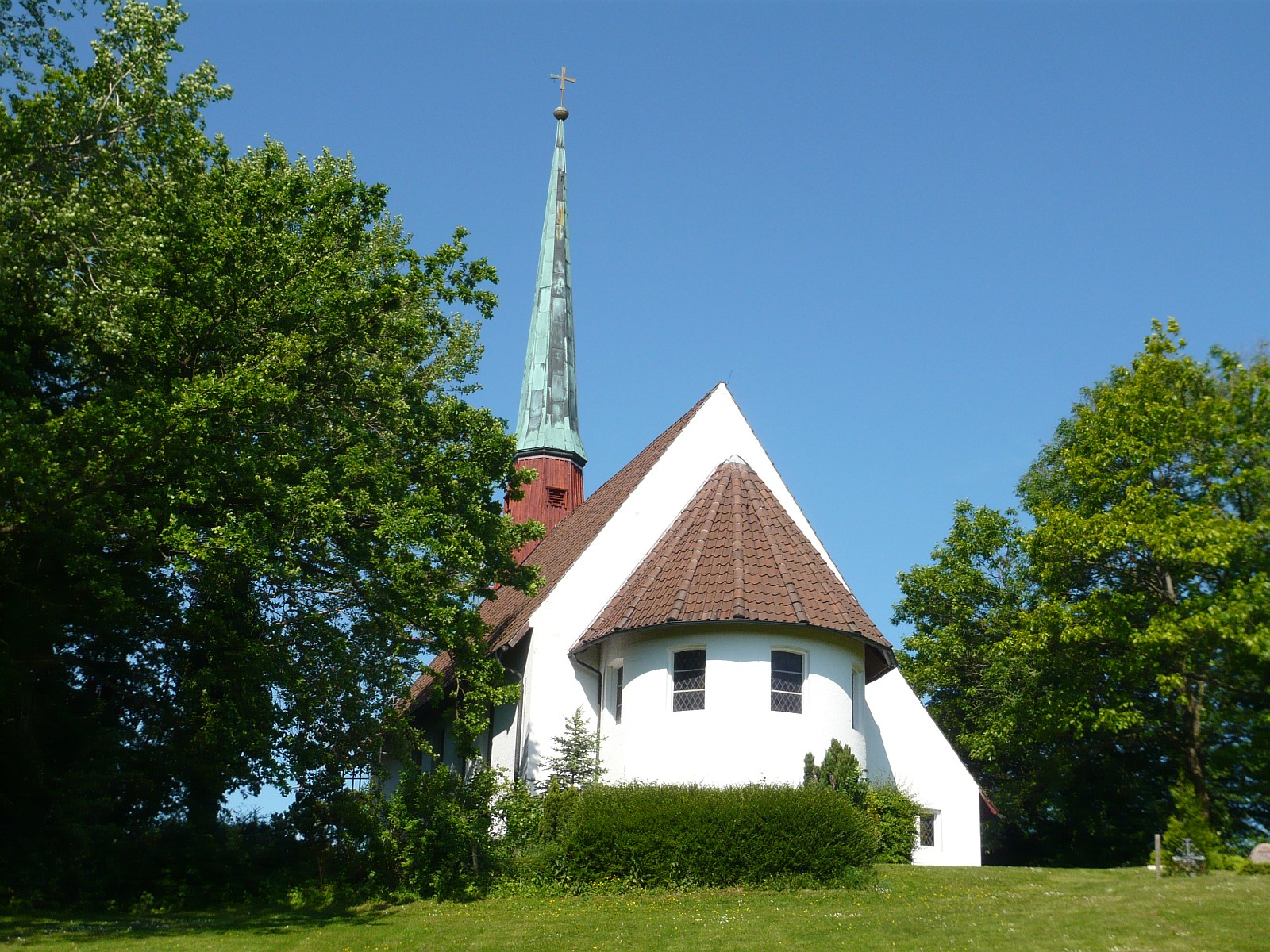
Kirche zu Fargau
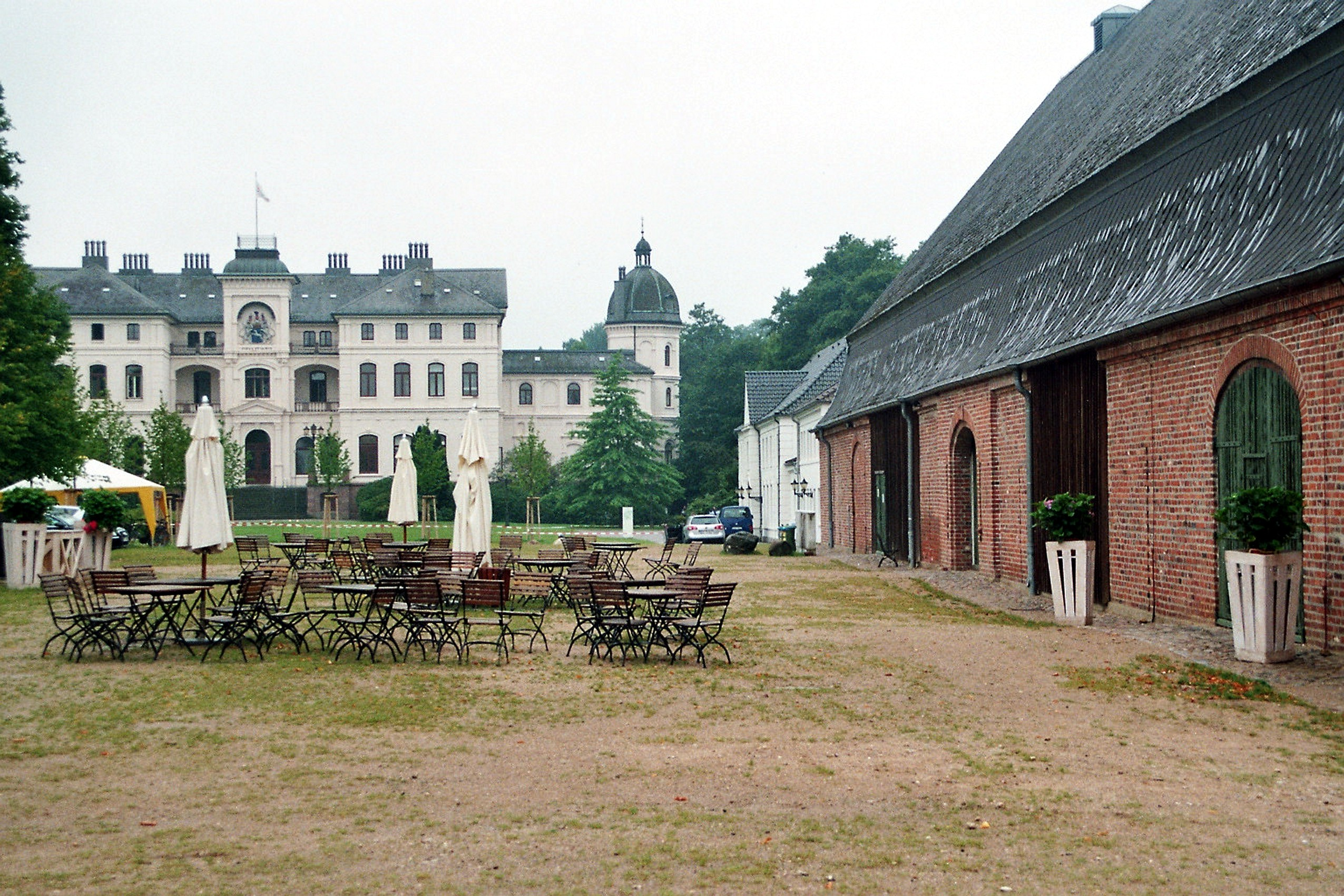
Gut Salzau
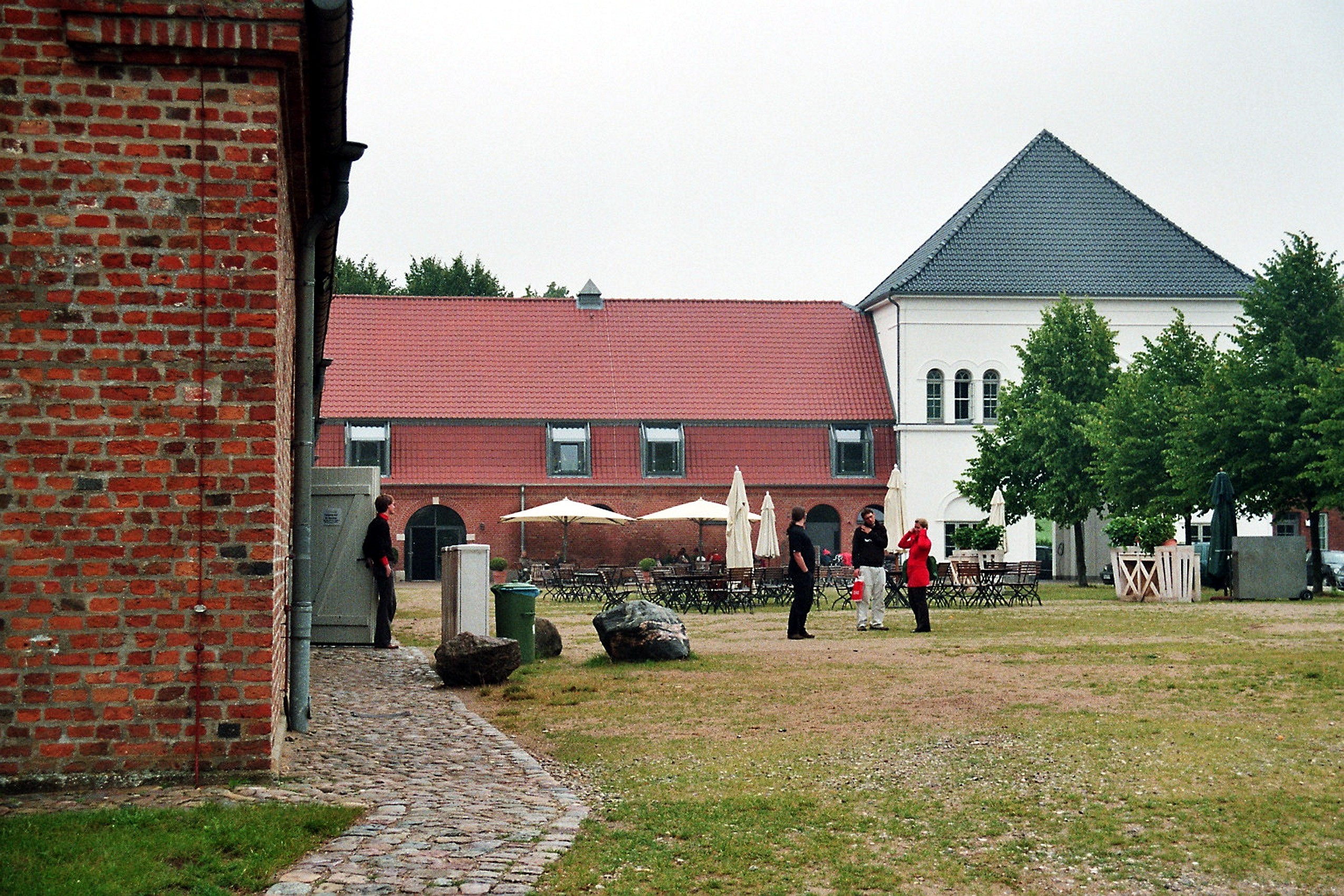
Torhaus des Gutes Salzau

## Geschichte
Die Gemeinde entstand am 1. Januar 1974 durch die Zusammenlegung der Gemeinden Fargau und Pratjau.

## Politik

### Gemeindevertretung
Bei der Kommunalwahl am 14. Mai 2023 wurden insgesamt elf Sitze vergeben. Von diesen erhielt die Bürgergemeinschaft Fargau-Pratjau zehn Sitze und der Einzelbewerber Udo Voß einen Sitz.

### Wappen
Blasonierung: „Von Blau und Silber im Wellenschnitt geteilt. Oben über einem silbernen Wellenfaden ein silbernes Herrenhaus mit dreiachsigem Mittelrisalit, vierachsigen Flügeln, anschließenden niedrigen, dreiachsigen Verbindungstrakten zu erhöhten polygonalen Flankentürmen. Unten ein aufrechtes grünes Eschenblatt aus elf Einzelblättern.“

## Persönlichkeiten
- Daniel Rantzau (1534–1589), Herr auf Salzau und Klosterprobst zu Uetersen
- Joachim von Rantzau (1627–1701), Domdekan
- Christian zu Rantzau (1683–1729), Gutsbesitzer, Domherr und Präsident der Bischöflichen Kollegien in Eutin
- Otto von Blome (1795–1884), Großgrundbesitzer und Majoratsherr
- Adolf von Blome (1798–1875), Gutsbesitzer, Jurist, Diplomat und Politiker
- Wilhelm Mosle (1877–1955), Polizeibeamter und Landrat
- Pascal Goffin (* 1982), Schauspieler